# آرتور ملوین اکون
 آرتور ملوین اکون (انگلیسی: Arthur Melvin Okun؛ ۲۸ نوامبر ۱۹۲۸ – ۲۳ مارس ۱۹۸۰) اقتصاددان اهل ایالات متحده آمریکا بود.